# Antoine Thomas
Antoine Thomas (Sent Tries la Montanha (Cruesa), 29 de novembre del 1857 - París, 17 de maig del 1935) fou un romanista i historiador medievalista francès.

## Vida
Thomas va créixer en una zona de parla occitana i feu estudis a l'École des Chartes on va graduar-se el 1879 com a primer estudiant de la seva promoció amb una tesi de tema històric sobre Les États généraux sous Charles VII. Etude chronologique d'après des documents inédits (París 1878). Després feu estudis durant dos anys a Roma que li van servir per preparar la tesi de doctorat i també viatjà a la Biblioteca Marciana de Venècia on preparà els estudis que publicaria després sobre la cançó de gesta francoitaliana l'Entrée d'Espagne. El 1884 es va doctorar a la Sorbona amb dues tesis dirigides per Paul Meyer: Francesco da Barberino et la littérature provençale en Italie au moyen âge i De Joannis de Monsterolio vita et operibus, sive de Romanarum litterarum studio apud Gallos instaurato Carolo VI regnante.
De 1882 a 1889 va ser professor a la Universitat de Tolosa de "Llengua i literatura del sud de França" (= occità), on el succeí Alfred Jeanroy i després, de 1889 a 1933, va ser professor de Filologia romànica i literatura medieval a la Sorbona com a successor d'Arsène Darmesteter. Al mateix temps fou professor a l'École pratique des hautes études de 1895 a 1910.
Thomas treballà en l'edició de textos medievals (occitans i francesos) i també en l'etimologia. En aquest camp és sobretot conegut com a coautor del Dictionnaire général de la langue française du commencement du XVIIe siècle jusqu'à nos jours, on reprengué el lloc de Darmesteter, que havia mort el 1888, i completà la part etimològico-històrica del diccionari.
Fou editor de la revista Annales du Midi. Revue archéologique, historique et philologique de la France méridionale i també fou fundador de la col·lecció Bibliothèque méridionale, on publicà l'obra de Bertran de Born. També en aquesta revista donà a conèixer les Homilies de Tortosa.
El 1905 va ser nomenat membre de l'Académie des inscriptions et belles-lettres.

## Obra
- Rapport à M. le ministre de l'Instruction publique et des Beaux-Arts sur une mission philologique dans le département de la Creuse, París 1879
- Nouvelles recherches sur "l'Entrée de Spagne", chanson de geste franco-italienne, París 1882
- Les Lettres à la cour des papes. Extraits des archives du Vatican, pour servir à l'histoire littéraire du moyen âge, 1290-1423, Roma 1884
- (editor) Poésies complètes de Bertran de Born, Tolosa 1888
- (amb Adolphe Hatzfeld i Arsène Darmesteter) Dictionnaire général de la langue française du commencement du XVIIe siècle jusqu'à nos jours, 2 vol., París 1890-1900
- Homélies provençales tirées d'un manuscrit de Tortosa, In: Annales du midi vol. 9 (1897) p. 369-418
- Essais de philologie française, París 1897
- Mélanges d'étymologie française, París 1902
- Nouveaux essais de philologie française, Paris 1904
- Le comté de la Marche et le Parlement de Poitiers (1418-1436). Recueil de documents inédits tirés des Archives nationales, París 1910
- (editor) L'entrée d'Espagne. Chanson de geste franco-italienne, 2 vol., París 1913
- (editor) La Chanson de Sainte-Foi d'Agen. Poème provençal du XIe siècle, París 1925 (Classiques français du Moyen Âge)
- Mélanges d'étymologie française. Première série, Paris 1927